# Сухаревский, Эдуард Владимирович
Эдуард Владимирович Сухаревский (27 октября 1972, Кадиевка, Луганская область, УССР — 9 мая 2013, Карабудахкентский район, Дагестан, Россия) — начальник регионального отдела Пограничной службы ФСБ России, полковник.
Героически погиб 9 мая 2013 года при выполнении служебных обязанностей в ходе контртеррористической операции, проводимой на территории Карабудахкентского района Республики Дагестан. Во время боестолкновения первым вступил в бой. Оказался на открытой местности. Был ранен. Невзирая на ранение, продолжил бой. В течение получаса удерживал противника, что дало возможность отойти другим. Трое его детей остались сиротами.
Похоронен на аллее Славы Новозападного кладбища г. Пензы.

## Биография
Полковник Эдуард Владимирович Сухаревский родился 27 октября 1972 года в городе Кадиевка Луганской области Украинской ССР. Когда ему исполнилось семь лет, семья переехала в Ульяновскую область в войсковую часть 23455. Эдуард пошёл учиться во 2-й класс Патрикеевской общеобразовательной школы. Как говорят в школе, рос он смышлёным мальчиком, любил книги, многое знал наизусть, занимался спортом, активно участвовал в общественной жизни школы.
В 1989 году после окончания школы работал слесарем-ремонтником в в/ч 23455.
С 1990 по 1994 год Эдуард проходил обучение в Голицынском военном институте Пограничных войск Российской Федерации. После окончания института проходил службу в Забайкальском пограничном округе на должности заместителя начальника заставы по воспитательной работе.
С 1994 по 2000 год Эдуард прошёл службу на таджикско-афганской границе, за что награждён медалью «За укрепление боевого содружества» и медалью «За отличие в охране государственной границы».
В 2003 году после окончания Пограничной академии ФПС России проходил службу на различных должностях в Северо-Кавказском регионе.
С 2008-го Эдуард — руководитель оперативно-боевого подразделения регионального отряда специального назначения Пограничного управления по Карачаево-Черкесской Республике. За короткий срок он стал одним из лучших сотрудников спецназа. С 2008 года Эдуард постоянно участвовал в оперативно-боевых мероприятиях по пресечению актов терроризма. Не раз, рискуя жизнью, спасал своих боевых товарищей, обезвреживал боевиков.
В мае 2013 года Эдуард Сухаревский отправился в свою последнюю командировку в Дагестан. В ходе контртеррористической операции против боевиков 9 мая 2013 года вступил в бой, получил несовместимое с жизнью ранение в шею, однако ещё в течение получаса сумел сдерживать противника.

## Спецоперация
Официальная версия:
В результате поисковых мероприятий в лесном массиве у селения Губден был замечен автомобиль, который вёз в банду продукты питания.
Сотрудники Назрановского пограничного управления ФСБ России по Карачаево-Черкесской Республике предприняли попытку задержать и курьеров, и адресатов в момент передачи продовольствия, однако бандиты сразу открыли огонь.
В ходе перестрелки были нейтрализованы четверо бандитов.
- Ликвидированные бандиты были опознаны как: Магомед Магомедов, 1988 г.р., Ибак Ибаков, 1969 г.р., Исрапил Исрапилов, 1973 г.р. и Тахир Салгереев, 1992 г.р., все — уроженцы Дагестана. По оперативной информации Магомедов, Ибаков и Салгереев вступили в банду в сентябре 2012 года и с этого времени успели совершить несколько убийств, разбойных нападений, а также вымогательств денежных средств у местных коммерсантов. Известно, что в ноябре 2012 года указанные бандиты участвовали в обстреле бойцов Пермского ОМОНа, в результате чего один сотрудник полиции был убит, а несколько человек ранено. В марте 2013 года эти бандиты убили известного в Дагестане авторитетного религиозного деятеля Магомеда Биарсланова.

Памятник на могиле Эдуарда Сухаревского на Аллее славы Новозападного кладбища Пензы

При них было обнаружено два автомата, ручной пулемёт, гранаты, большое количество боеприпасов и компоненты для взрывных устройств.
На этом операция не закончилась.
Около селения Шамхал-Янгиюрт Кумторколинского района в непосредственной близости от дороги Махачкала — Сулак силовики обнаружили хорошо замаскированный блиндаж, в котором скрывалась ещё одна группа боевиков. Бандиты подпустили пограничников поближе и начали стрелять на поражение.
Во время боя первым в схватку с неприятелем вступил Эдуард Сухаревский. Он оказался на открытой местности. Был ранен, но продолжал вести огонь. В течение получаса полковник Сухаревский удерживал противника на месте, что дало возможность отойти другим пограничникам.
В этом бою один из боевиков был уничтожен, несколько бандитов получили ранения.
При проведении спецоперации вблизи сел Губден и Шамхал-Янгиюрт получили ранения трое сотрудников правоохранительных органов, от полученной раны скончался Эдуард Сухаревский.

## Награды
- Представлен к награде — Ордену Мужества[1]
- Медаль «За укрепление боевого содружества»
- Медаль «За отличие в охране государственной границы»

## Увековечение памяти
Имя полковника Эдуарда Сухаревского присвоено Патрикеевской основной общеобразовательной школе (село Патрикеево, Ульяновская область).